# Maraial
Maraial is een gemeente in de Braziliaanse deelstaat Pernambuco. De gemeente telt 12.303 inwoners (schatting 2009).
De gemeente grenst aan Jaqueira, Catende, Xexéu, Palmares, São Benedito do Sul en Colônia Leopoldina (AL).